# Siamspinops garoensis
Espèce
Siamspinops garoensis est une espèce d'araignées aranéomorphes de la famille des Selenopidae.

## Distribution
Cette espèce est endémique du Meghalaya en Inde,. Elle se rencontre dans les Garo Hills et les Jaintia Hills.

## Description
Le mâle holotype mesure 8,64 mm et la femelle paratype 10,36 mm.

## Systématique et taxinomie
Cette espèce a été décrite par Kadam, Tripathi et Sankaran en 2022.

## Étymologie
Son nom d'espèce, composé de garo et du suffixe latin -ensis, « qui vit dans, qui habite », lui a été donné en référence au lieu de sa découverte, les Garo Hills.

## Publication originale
- Sankaran, Kadam, Sudhikumar & Tripathi, 2022 : « First record of Siamspinops Dankittipakul & Corronca, 2009 from India, first description of the female of Makdiops shevaroyensis (Gravely, 1931), and a catalogue of Indian selenopid fauna (Araneae, Selenopidae). » Zootaxa, no 5194(1), p. 109-121.